# Harricourt (Ardennes)
Harricourt is een gemeente in het Franse departement Ardennes in de regio Grand Est en telt 41 inwoners (2018). De plaats maakt deel uit van het arrondissement Vouziers.

## Geschiedenis
De gemeente maakte deel uit van het kanton Buzancy tot dit op 22 maart werd opgeheven en gemeenten werden opgenomen in het kanton Vouziers.

## Geografie
De oppervlakte van Harricourt bedraagt 7,9 km², de bevolkingsdichtheid is dus 6,2 inwoners per km².
De rivier Bar ontspringt tussen Harricourt en Bar-lès-Buzancy.
De onderstaande kaart toont de ligging van Harricourt (Ardennes) met de belangrijkste infrastructuur en aangrenzende gemeenten.

## Demografie
Onderstaande figuur toont het verloop van het inwonertal (bron: INSEE-tellingen).

Vanwege een beveiligingsprobleem met de MediaWiki Graph-software is het momenteel niet mogelijk deze grafiek weer te geven. Zodra de software is bijgewerkt zal de grafiek vanzelf weer zichtbaar worden.

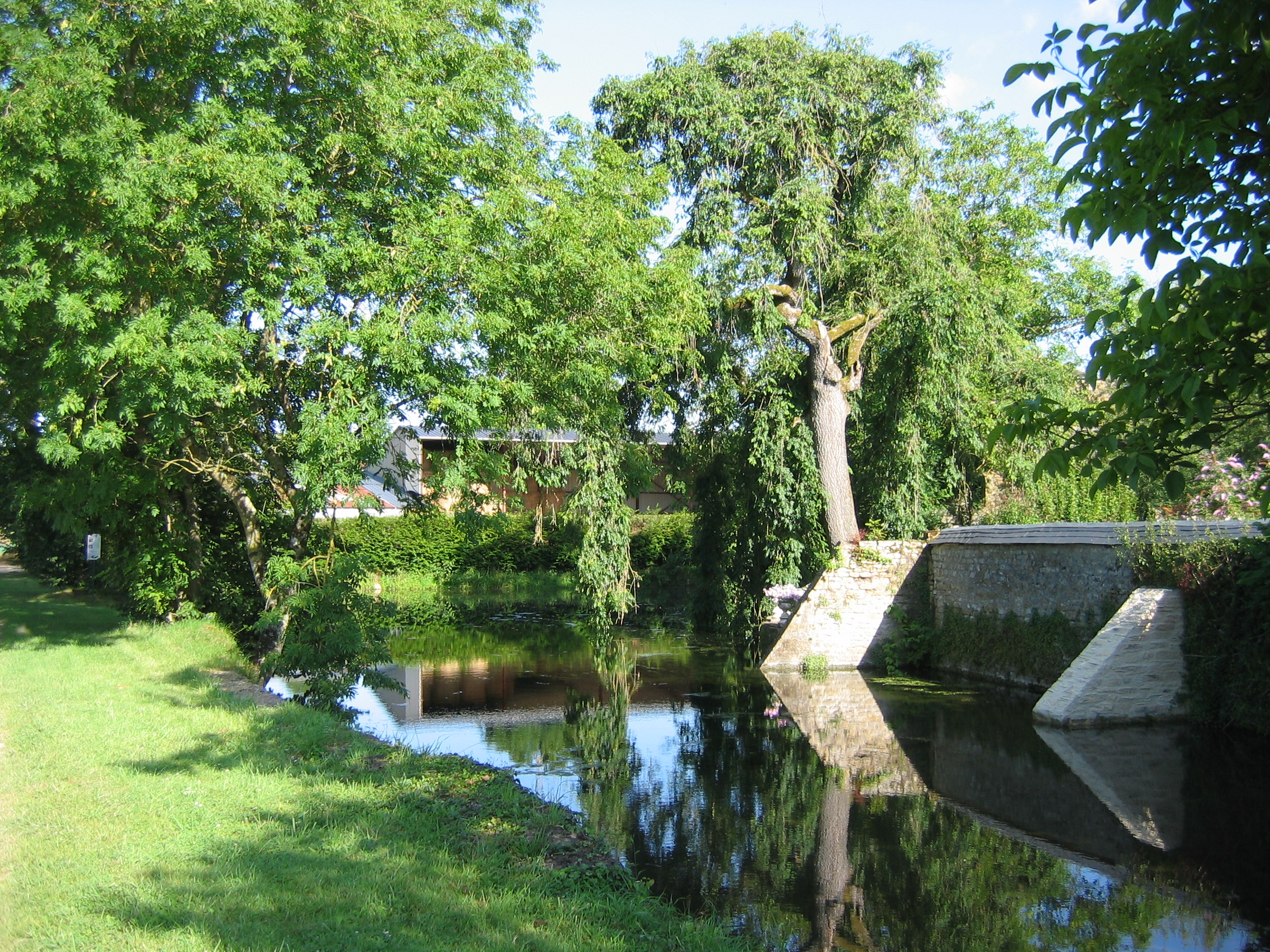
Bron van de rivier Bar
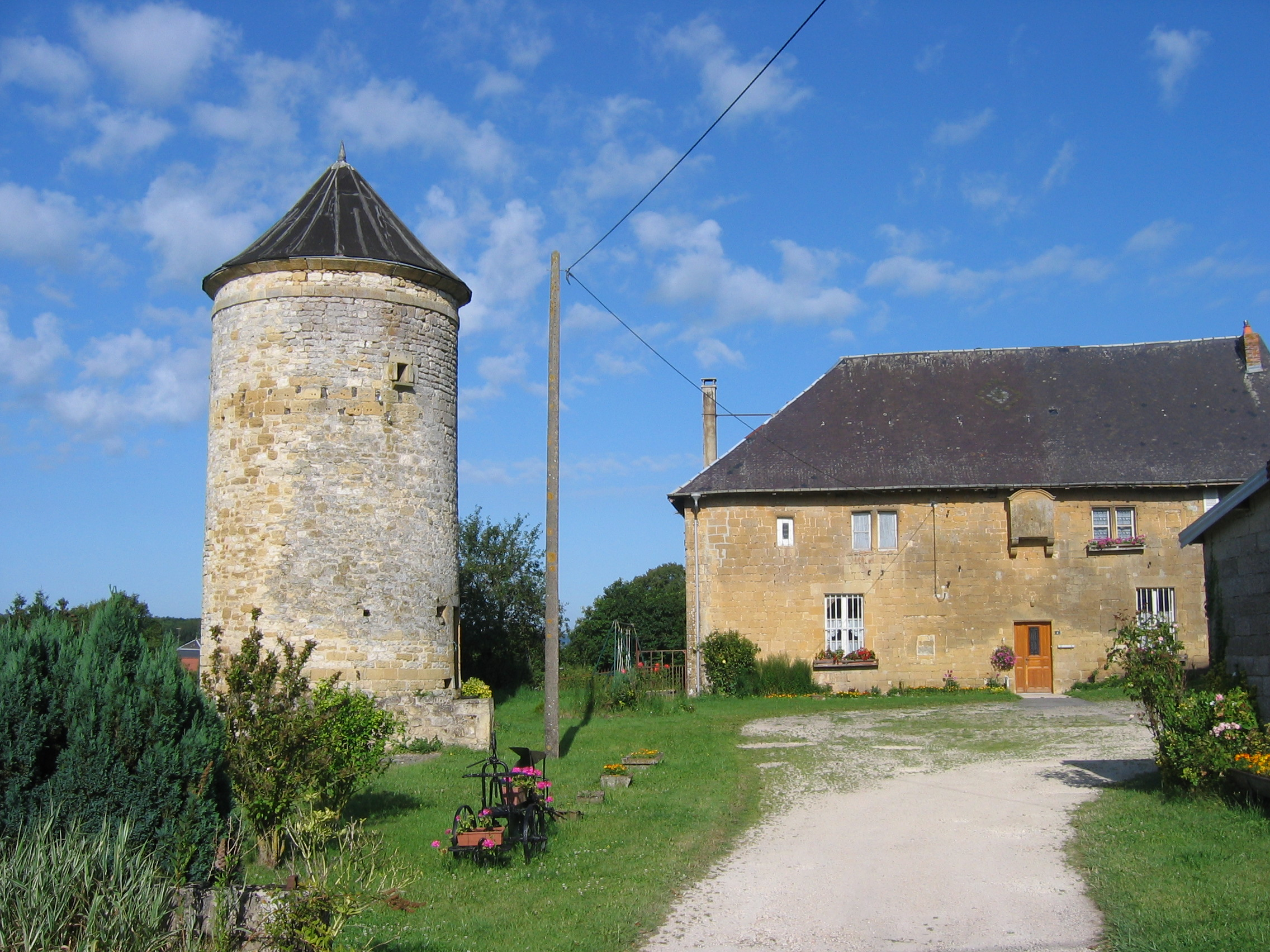
Molen en versterkt huis
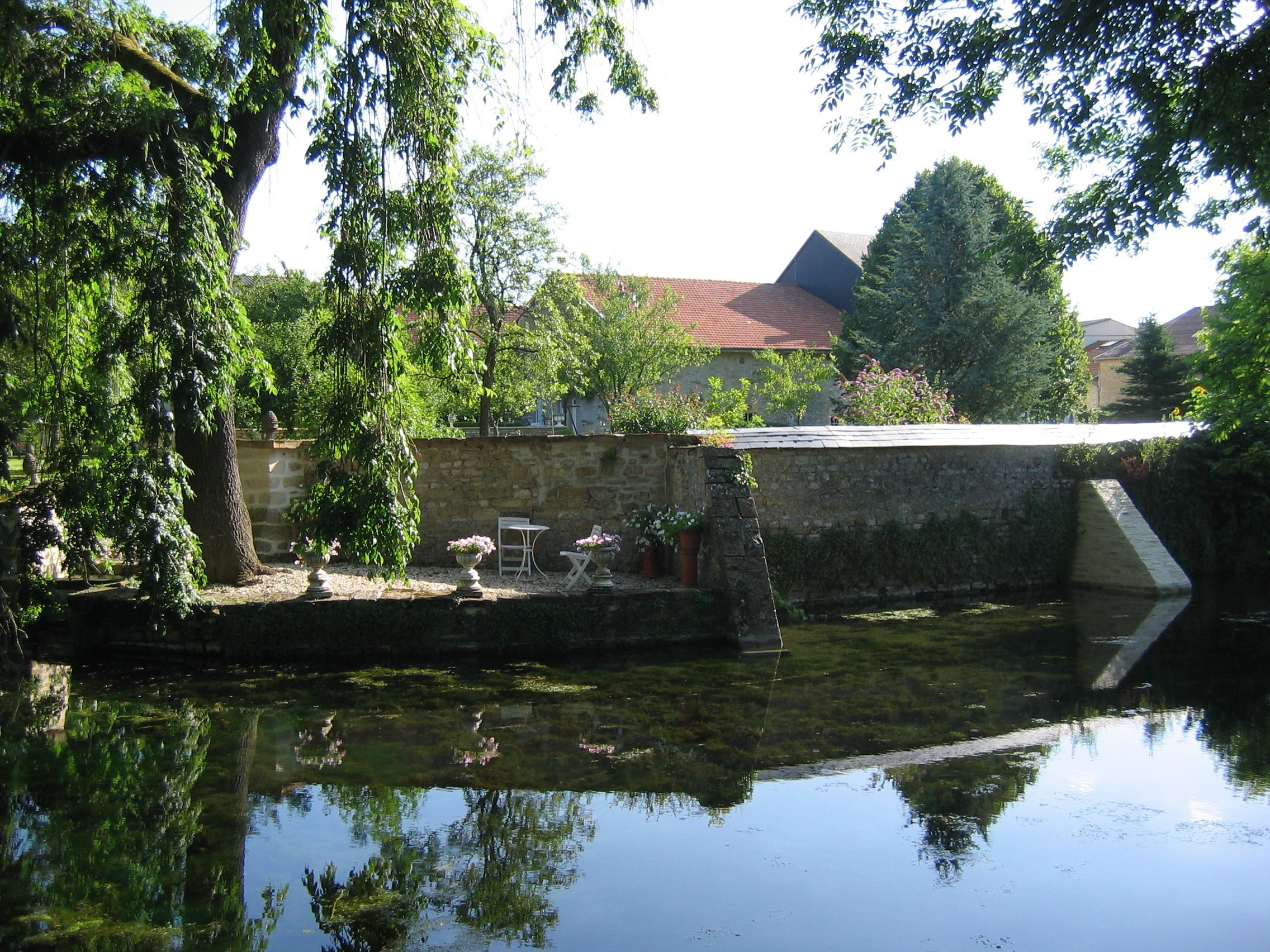
De Bar in Harricourt
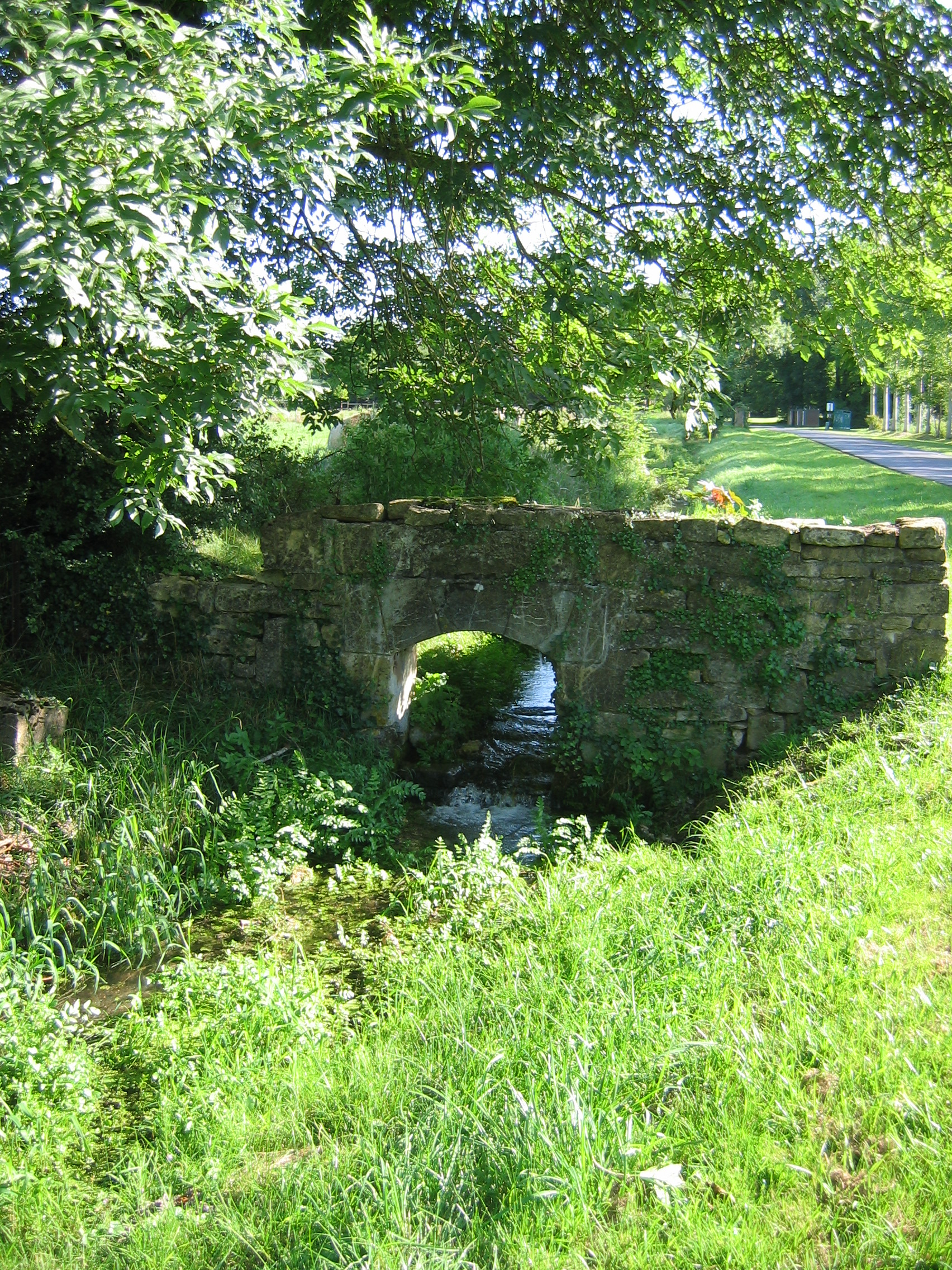
Zandgroeve

Angecourt · Les Grandes-Armoises · Les Petites-Armoises · Artaise-le-Vivier · Authe · Autruche · Bairon et ses environs · Ballay · Bar-lès-Buzancy · Bayonville · Belleville-et-Châtillon-sur-Bar · Belval-Bois-des-Dames · La Berlière · La Besace · Brieulles-sur-Bar · Boult-aux-Bois · Briquenay · Bulson · Buzancy · Chémery-Chéhéry · La Croix-aux-Bois · Fossé · Germont · Haraucourt · Harricourt · Imécourt · Landres-et-Saint-Georges · Maisoncelle-et-Villers · Le Mont-Dieu · Montgon · La Neuville-à-Maire · Noirval · Nouart · Oches · Quatre-Champs · Raucourt-et-Flaba · Remilly-Aillicourt · Saint-Pierremont · Sauville · Sommauthe · Stonne · Sy · Tailly · Tannay · Thénorgues · Toges · Vandy · Vaux-en-Dieulet · Verpel · Verrières · Vouziers
1. ↑  Populations de référence 2022.